# Lista över Elfenbenskustens premiärministrar
Detta är en lista över Elfenbenskustens premiärministrar.
| Bild | Namn                     | Ämbetsperiod                                                                                                  |
| ---- | ------------------------ | --- |
|      | Auguste Denise           | 15 maj 1957 – 30 april 1959                                                                                   |
|      | Félix Houphouët-Boigny   | 1 maj 1959 – 3 november 1960                                                                                  |
|      | Alassane Ouattara        | 7 november 1990 – 11 december 1993                                                                            |
|      | Daniel Kablan Duncan     | 11 december 1993 – 24 december 1999                                                                           |
|      | Seydou Diarra            | 18 maj – 27 oktober 2000                                                                                      |
|      | Pascal Affi N'Guessan    | 27 oktober 2000 – 10 februari 2003                                                                            |
|      | Seydou Diarra            | 10 februari 2003 – 7 december 2005                                                                            |
|      | Charles Konan Banny      | 7 december 2005 – 29 mars 2007                                                                                |
|      | Guillaume Soro           | 29 mars 2007 – 13 mars 2012                                                                                   |
|      | (Gilbert Aké)            | 6 december 2010 – 11 april 2011 Gjorde anspråk på posten under Laurent Gbagbo efter det omstridda valet 2010. |
|      | Jeannot Ahoussou-Kouadio | 13 mars 2012 – 21 november 2012                                                                               |
|      | Daniel Kablan Duncan     | 21 november 2012 – 10 januari 2017                                                                            |
|      | Amadou Gon Coulibaly     | 10 januari 2017 – 8 juli 2020                                                                                 |
|      | Hamed Bakayoko           | 8 juli 2020 – 8 mars 2021                                                                                     |
|      | Patrick Achi             | 8 mars 2021 – 18 oktober 2023                                                                                 |
|      | Robert Beugré Mambé      | 18 oktober 2023 –                                                                                             |